# Розенталь, Фрэнк
Фрэнк Лоуренс (Левша) Розенталь (англ. Frank Lawrence "Lefty" Rosenthal, 12 июня 1929 — 13 октября 2008) — управляющий казино в Лас-Вегасе, игрок и организатор спортивных тотализаторов.

## Биография
Еврейский мальчик Фрэнк Розенталь родился 12 июня 1929 года в Чикаго. По его собственным воспоминаниям, он начал делать спортивные ставки в 13-14 лет, на трибунах Ригли Филд и часто пропускал занятия, чтобы посещать спортивные мероприятия в Чикаго. Это произошло благодаря тому, что отец Фрэнка владел несколькими рысаками. Чтобы попасть на скачки, юный игрок нередко пропускал школу. Основным инструментом, с помощью которого Фрэнк получал информацию, были газеты. В день он выписывал и просматривал 30-40 ежедневных газет. Те издания, которые он не мог себе позволить, приходилось читать в публичных витринах. К 1961 году Розенталь приобрел репутацию профессионального игрока и одного из лучших в Штатах специалистов по спортивному тотализатору и азартным играм. Столь экстравагантная профессия не могла остаться без внимания властей, Розенталя неоднократно арестовывали, в конце 70-х годов и он предпочел за лучшее перебраться в Лас-Вегас — средоточие американского игрового бизнеса.
В Лас-Вегасе Розенталь начал с самых низов, с должности крупье, и вскоре стал менеджером в казино, а потом поставил настоящий рекорд, став управляющим четырёх казино и трёх отелей одновременно. Министерство юстиции США считает, что Розенталь добился такого успеха не без помощи добрых друзей из чикагского синдиката, которые зарабатывали и отмывали в Неваде огромные деньги. Но Розенталь действительно был революционным управляющим, который ввел множество нововведений. Благодаря ему в казино Лас-Вегаса появились спортивные тотализаторы. Именно Розенталь настоял на том, чтобы в казино появились девушки-крупье за столами для блек-джека, благодаря чему прибыль казино 'Stardust', к примеру, выросла в два раза.
В конце 1970-х годов Розенталь также был ведущим популярных ток-шоу, которые транслировались из казино «Stardust» и немало способствовали его популярности.
У связанного с мафией всесильного управляющего, само собой, имелись недоброжелатели. В 1982 году под днищем его автомобиля прикрепили бомбу. Бомба взорвалась, но счастливчик Розенталь отделался ожогом ноги.
В 1976 году власти обнаружили, что у Розенталя, к тому времени — самого могущественного управляющего Лас-Вегаса, нет лицензии на ведение игорного бизнеса. Начались долгая полоса расследований и судов, и в итоге к концу 1980-х Фрэнк Розенталь всё-таки лишился своей должности и попал в «чёрную книгу» — список лиц, которым запрещено заниматься игорным бизнесом в штате Невада и даже просто входить в казино. Но предприимчивый Розенталь на этом не успокоился. Переехав во Флориду, он взял на вооружение новые технологии и, зарегистрировав в Интернете свой сайт, занялся любимым делом — тотализаторами, а также стал консультантом для нескольких оффшорных игровых компаний.
Женой Розенталя была красавица по имени Джери Макги, зарабатывавшая на жизнь своим телом. В «Казино» её сыграла Шэрон Стоун. Фрэнк сквозь пальцы смотрел на интрижки жены, но пристрастие Джери к наркотикам и алкоголю серьёзно беспокоило его. И он оказался прав — через год после развода Джери умерла в номере захудалого мотеля, запив виски слишком большую дозу валиума и кокаина. Розенталь похоронил её за свой счет, потратив немало денег на экспертизы, чтобы доказать свою непричастность к смерти бывшей жены.
Розенталь умер от сердечного приступа 13 октября 2008 года, в возрасте 79 лет, в своём доме в Майами-Бич, штат Флорида.
Жизнь Фрэнка Розенталя давно уже стала легендой, и не только среди завсегдатаев игорного бизнеса. Именно Розенталь стал прототипом Сэма Ротштейна по кличке «Ас», главного героя в фильме Мартина Скорсезе «Казино», которого блистательно сыграл Роберт Де Ниро. За основу для сценария фильма, вышедшего на экраны в 1995 году, Скорсезе взял одноимённую книгу Николаса Пиледжи и Ларри Шандлинга, вдохновленных историей жизни Фрэнка Розенталя.
После смерти Фрэнка стало известно, что и он, и Джери были осведомителями ФБР в тайне друг от друга.

## Происхождение прозвища
Своё прозвище Розенталь получил на суде, когда 37 раз отказался отвечать на вопросы судьи, ссылаясь на пятую поправку, гласящую, что никто не обязан свидетельствовать против себя самого. Фрэнк не стал отвечать даже на вопрос, левша он или правша.